# 利昂娜·刘易斯
利昂娜·刘易斯，OBE（英語：Leona Lewis，1985年4月3日—）是英國女歌手，英國歌手選秀節目《X Factor》第三季冠軍。
利昂娜·刘易斯首支單曲〈閃亮的日子〉於2006年12月發行。創造了在30分鐘內被下載超過五万次的世界紀錄。刘易斯第二張單曲〈蔓延的愛〉於2007年成為英國最佳銷量單曲，並高據於國內超過30個單曲排行榜，另外在2008年3月22日於法國及2008年4月5日於美國成為單曲第一名。刘易斯首張專輯《心靈深處》於2007年11月在歐洲發行，且在英國及愛爾蘭成為最快銷量專輯。在2008年4月於北美洲發行，成為美國《公告牌》二百强专辑榜第一名。這令路易斯成為第一位英國歌手憑第一張專輯登上歌曲榜第一位。里歐娜的專輯於三大洲以及九個國家成為第一，令她成為最成功的電視選秀節目的選手。
2009年，她為電影阿凡達唱主題曲〈我看见你〉。2012年她發行第三張專輯《玻璃心》登上英國專輯榜季軍。在2013年底，她發行了一張聖誕專輯《愛在聖誕》，這張專輯的首單〈最后一晚〉在英國單曲榜中取得了第三名的位置，成為她第八首進入單曲榜首五位的單曲，超越Olivia Newton-John（7首），成為取得最多單曲進入單曲榜首五位的女歌手。
利昂娜·刘易斯售出了全球二千萬的唱片銷量，並擁有兩個MOBO Awards、一個MTV歐洲音樂大獎和兩個世界音樂獎。另外，她總共有七次全英音樂獎提名、三次葛萊美獎提名。在她音樂事業的另一方面，她是一個慈善家和World Animal Protection的動物權益倡導者，也是一名素食者。

## 個人生平

### 早期生活
里歐娜出生於倫敦伊斯靈頓自治區的Highbury，父親Aural Josiah是非裔加勒比人，蓋亞納的年輕工人；母親Maria
Lewis帶有威爾斯血統，是一名社工。里歐娜五歲的時候，入讀Sylvia Young Theatre School，其後分別在Italia Conti Academy及BRIT School讀書。
里歐娜在12歲時寫出她的第一首曲，並且在不少才能比賽中獲勝。她離開學校後，曾經做過很多的工作，包括女待應和接待員，為的是付租用錄音室的錢。
里歐娜曾灌錄很多歌曲，其中包括屬於她自己的樣本唱片Twilight，但從未發行。當她15歲時，聯同音樂監製Marley J. Wills翻錄了蜜妮萊普頓的"Lovin' You"。之後兩人被索尼公司邀請到美國。
當她的歌手職業停滯不前，她曾經打算放棄，直至她的男朋友遊說她參選X Factor。

### X Factor時期與首支單曲
2006年，里歐娜參加了X Factor的第三季，於海選演唱Over The Rainbow，一路以極具爆發力的唱腔過關斬將，進入決賽，最終於2006年12月16日以經典名曲 "I Will Always Love You" 及美國偶像首屆冠軍凱莉·克萊森的"A Moment Like This" 奪得冠軍，同時贏得100萬鎊、唱片合約。
三位評審—西蒙·高維爾, Louis Walsh和Sharon Osbourne對里歐娜的聲音有著一致的高度讚賞。外間亦將她與瑪麗亞·凱莉、惠妮·休斯頓、席琳·狄翁拿作比較。但是，性格較為內斂的里歐娜亦曾受到評論和記者批判有關於她的信心問題。
歌唱老師Mark Hudson亦曾認為她缺乏當明星的質素。在決賽夜，接招合唱團和里歐娜二重唱《A Million Love Songs》，在表演之後，該合唱團的Gary Barlow告訴評審西蒙·高維爾：「這女孩可能比你所見的任何一個參賽者優秀50倍，所以你有很大的責任去為她做一張好的唱片。」
2008年3月17日的歐普拉·溫芙蕾脫口秀上，西蒙·高維爾說在X Factor第三輪現場演唱上（2006年10月28日播出），里歐娜赤腳演唱《Summertime》時，他「能夠」看到她由一個優秀的歌手轉變一個超級明星。
里歐娜的冠軍單曲是翻唱凱莉·克萊森（Kelly Clarkson）的〈A Moment Like This〉，於2006年12月17日發行。在英國，該單曲創下世界紀錄，在30分鐘內即被數位下載超過五萬次。這首歌成為2006年英國聖誕節冠軍單曲，首週銷量達571,000張，銷量超越當週排行榜前40名的總和。該曲連續四週蟬聯英國單曲榜冠軍，也在愛爾蘭單曲榜拿下六週冠軍。

## 專輯
- 2007年：Spirit
- 2009年：Echo
- 2012年：Glassheart
- 2013年：Christmas ,with love
- 2015年：I Am

## 外部連結
- Leona Lewis（页面存档备份，存于） 在MySpace
- Leona Lewis（页面存档备份，存于） 在YouTube
- 台灣官方Blog（页面存档备份，存于）